# 14,5 × 114 mm

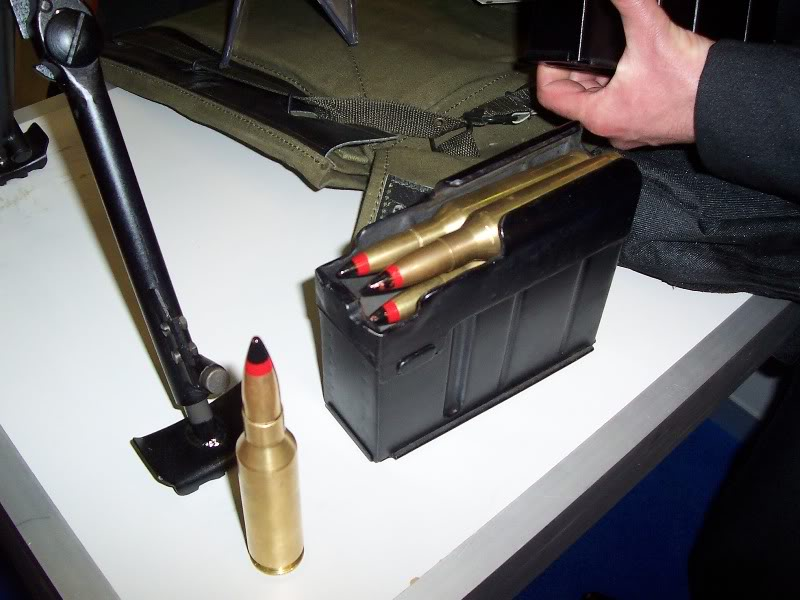
Cartouches de 14.5 mm dans un chargeur de fusil antimatériel.

La 14,5 × 114 mm est une cartouche de mitrailleuse lourde et de fusil antimatériel utilisée par l'Union soviétique, le Pacte de Varsovie, la Russie moderne, et d'autres pays.
Elle a été développée à l'origine pour les fusils antichars PTRS-41 et PTRD, mais a été plus tard utilisée pour la mitrailleuse lourde KPV qui a été la base de la série des mitrailleuses et canons antiaériens ZPU et est aussi l'armement principal des véhicules de transport de troupes BTR, du BTR-60 au BTR-80.

## Dimensions
La douille de la cartouche 14,5 × 114 mm a un volume de 42,53 ml. La forme extérieure de la douille a été conçue pour permettre un approvisionnement et une extraction fiable aussi bien pour les fusils à verrou que pour les mitrailleuses, et ce dans des conditions extrêmes. 

Dimensions de la cartouche (en millimètres)

Les canons qui tirent cette cartouche disposent de huit rayures au pas de 455 mm (Ø intérieur = 14,5 mm, Ø en fond de rayure = 14,95 mm).
Selon la documentation du fabricant, la 14,5 × 114 mm peut générer une pression de 360 MPa. Dans les pays membres de la CIP, les armes à feu doivent être testées à 125 % de ce maximum pour que la vente soit autorisée.

## Variantes
- BS : Munition antiblindage incendiaire, version originale destinée à la lutte antichar. Le projectile pèse 65,5 g et a une longueur totale de 51 mm. Il dispose d'un cœur de carbure de tungstène avec 1,8 g de matière incendiaire à l'extrémité. La cartouche pèse approximativement 200 g pour une longueur de 155 mm. Le projectile a une vitesse en sortie de canon de 1 000 m/s et peut pénétrer dans 30 mm d'acier sous une incidence de 30° à 100 m de distance ou 25 mm à 500 m[1].
- B-32 : Munition antiblindage incendiaire, entièrement chemisée, avec un cœur en acier trempé. Le projectile pèse 64 g. Il a une vitesse en sortie de canon de 1 000 m/s et peut pénétrer un blindage RHA de 32 mm, à 500 m, sous une incidence normale.
- BZT : Munition antiblindage incendiaire traçante, chemisée avec un cœur en acier. La masse du projectile est de 59,56 g. Sa vitesse en sortie de canon est de 1 000 m/s. La substance traçante brule le temps que la balle parcourt au minimum 2 000 m.
- MDZ : Munition incendiaire hautement explosive. Masse du projectile : 59,68 g.
- ZP : munition incendiaire traçante.

Les cartouches utilisent généralement des douilles en acier laqué. Quelques pays utilisent des douilles en cuivre. Quelques pays utilisent aussi des douilles de laiton.
Le combustible est constitué de 28,8 g de poudre sans fumée. On connaît deux versions différentes de balles. La première a une chemise conventionnelle avec une longue extrémité, elle causait une usure importante du canon. Un autre type avec une extrémité plus ronde a été utilisé depuis 1957. 
Les munitions 14,5 × 114 mm ont été fabriquées en Bulgarie, Chine, Égypte, Hongrie, Irak, Corée du Nord, Pologne, Roumanie, Russie et dans l'ancienne Tchécoslovaquie.